# Klimek (jezioro)
Klimek (potocznie Konik) – jezioro w woj. warmińsko-mazurskim, w powiecie szczycieńskim, w gminie Jedwabno, leżące na terenie Równiny Mazurskiej.

## Opis jeziora
Zbiornik w kształcie odwróconej litery C. Brzegi urozmaicone - płaskie na południu i strome, wśród lasów. W niedalekiej odległości na północnym wschodzie znajduje się rezerwat przyrody Galwica. Jest możliwość wpłynięcia kajakiem z Omulwi.

## Piduń-Rekownica
Jest to jedno z grupy jezior zgrupowanych w okolicy wsi Rekownica – Piduń. Grupa tych jezior jest wzajemnie połączona i tworzy strugę Rekownica, która jest lewym dopływem Omulwi. Jeziora leżą przy drodze wojewódzkiej nr 508, łączącej Jedwabno i Wielbark. Grupa tych jezior znajduje się w odległości ok. 12 km od Szczytna, licząc w linii prostej. W grupie opisanych jezior znajduje się też jezioro Kociołek, które jest obecnie hydrologicznie zamknięte.

## Dane morfometryczne
Powierzchnia zwierciadła wody według różnych źródeł wynosi od 32,5 ha do 36,0 ha.
Zwierciadło wody położone jest na wysokości 129,3 m n.p.m. lub 129,1 m n.p.m. Średnia głębokość jeziora wynosi 4,2 m, natomiast głębokość maksymalna 9,3 m lub 9,5 m.

## Hydronimia
Według urzędowego spisu opracowanego przez Komisję Nazw Miejscowości i Obiektów Fizjograficznych (KNMiOF) nazwa tego jeziora to Klimek. W różnych publikacjach i na mapach topograficznych jezioro to występuje pod nazwą Konik.